# Nazionale maschile di calcio dell'Albania
La nazionale di calcio dell'Albania (in albanese Kombëtarja Shqiptare e Futbollit) è la rappresentativa maschile di calcio della Federata Shqiptare e Futbollit, il cui nome ufficiale è nazionale A, che rappresenta l'Albania nelle varie competizioni ufficiali o amichevoli riservate a squadre nazionali.
Ha partecipato a due fasi finali del campionato d'Europa, chiudendo in ambo i casi con l'eliminazione al primo turno. Nel ranking FIFA, in vigore da agosto 1993, la miglior posizione in classifica raggiunta dall'Albania è il 22º posto, raggiunto nell'agosto 2015, mentre il peggiore posizionamento è il 124º posto, raggiunto nell'agosto 1997. La squadra occupa attualmente il 65º posto della graduatoria.

## Storia

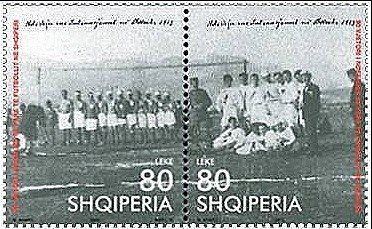
Francobollo commemorativo del 2003 dei novanta anni della prima partita non ufficiale della nazione di calcio d'Albania.

Quantunque la Federazione calcistica dell'Albania sia stata fondata il 6 giugno 1930 e si sia affiliata alla FIFA nel 1932, la nazionale albanese esordì solo nel secondo dopoguerra, terminata l'occupazione italo-tedesca. Avrebbe dovuto partecipare al campionato del mondo 1934, ma rifiutò l'invito per difficoltà organizzative.
Dopo la fine della seconda guerra mondiale il governo comunista del paese favorì lo sviluppo e la pratica del calcio, finanziando la costruzione di nuove infrastrutture e promuovendo lo sport presso le associazioni e le scuole. La nazionale esordì ufficiosamente il 22 settembre 1946 battendo per 5-0 il Montenegro e ufficialmente il 7 ottobre 1946 a Tirana, sconfitta per 2-3 dalla Jugoslavia allo Stadio Qemal Stafa. Nello stesso anno vinse la Coppa dei Balcani per nazioni battendo per 1-0 in finale la Romania. Nel 1954 la federazione calcistica albanese fu tra i membri fondatori dell'UEFA.

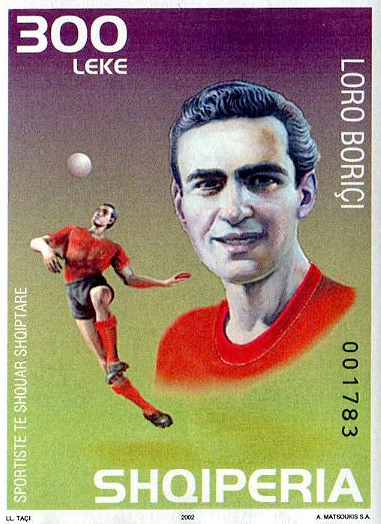
Francobollo commemorativo (2002) di Loro Boriçi, storico capitano della Nazionale albanese, con la quale vinse nel 1946 la Coppa dei Balcani.

L'Albania attese sino al 1962 per competere nelle eliminatorie del campionato europeo. Esordì dunque nelle qualificazioni ai grandi tornei internazionali in occasione delle eliminatorie di Spagna 1964, dove superò il primo turno per il ritiro della Grecia. Agli ottavi di finale, nell'ottobre 1963, fu eliminata dalla Danimarca (4-0 per i danesi a Copenaghen, 1-0 per gli albanesi a Tirana).
Esordì nelle qualificazioni al campionato del mondo in occasione delle eliminatorie di Inghilterra 1966. Nel novembre 1965 ottenne un 1-1 casalingo contro l'Irlanda del Nord di George Best e Pat Jennings, risultato che mise fine alle speranze nordirlandesi di qualificarsi al mondiale inglese. Fu l'unico punto raccolto dagli albanesi in 6 partite.

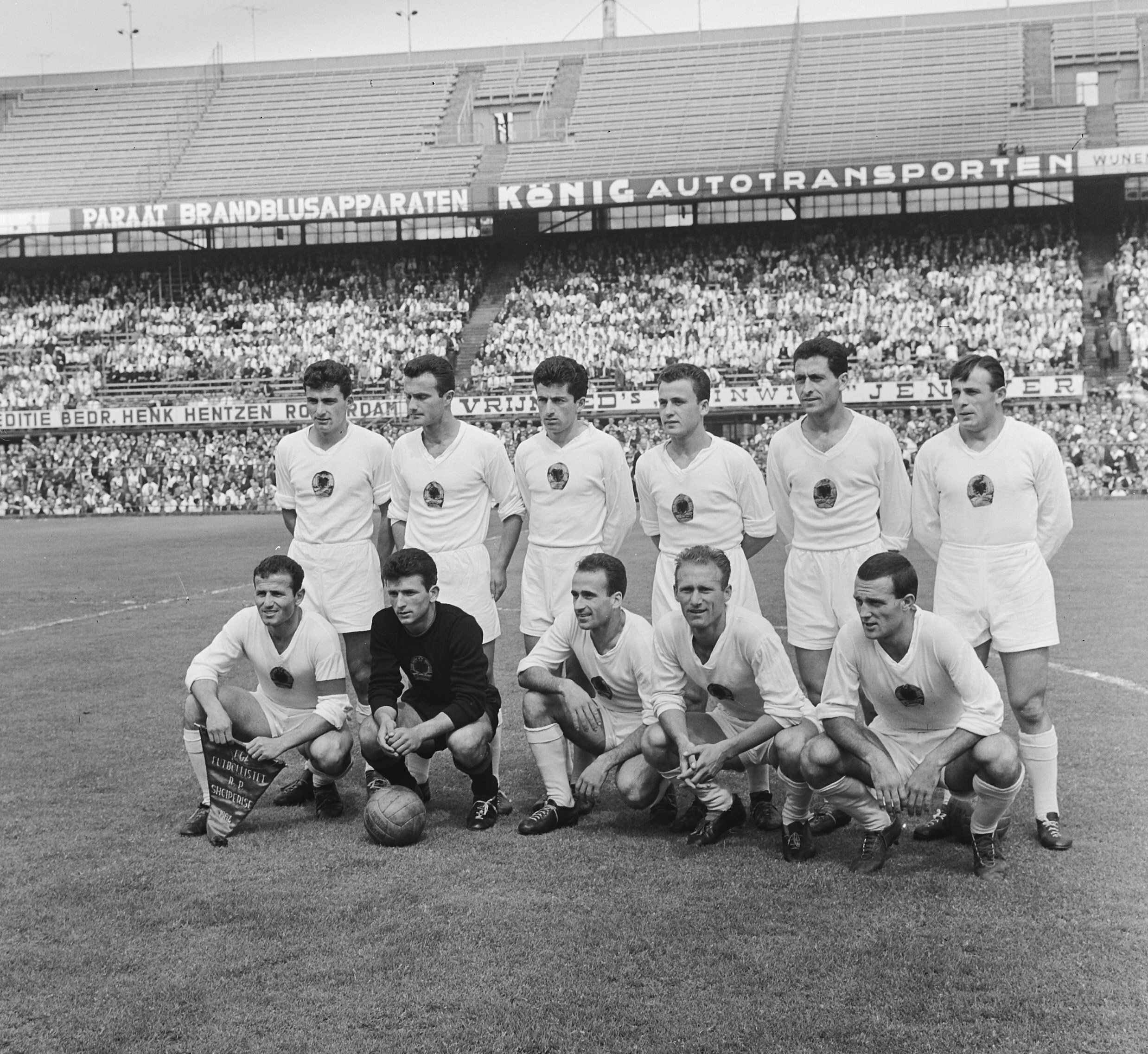
La nazionale albanese in Olanda - Albania il 24 maggio 1964.

In occasione delle qualificazioni all'europeo del 1968, il 17 dicembre 1967 l'Albania pareggiò per 0-0 a Tirana contro la Germania Ovest, impedendo ai tedeschi di qualificarsi per la fase finale della Coppa d'Europa (prima e unica volta nella storia del calcio tedesco) e favorendo in tal modo la Jugoslavia, poi finalista della competizione.
Durante le qualificazioni al mondiale del 1974, il 10 ottobre 1973 l'Albania ottenne la sua prima vittoria, contro la Finlandia (1-0). Per ragioni politiche non partecipò a nessuna qualificazione mondiale o europea dal 1976 al 1980.

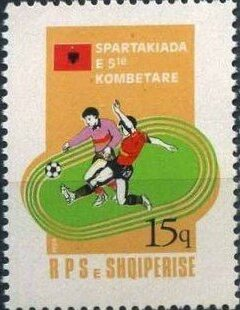
Manifesto della quinta Spartachiada calcistica albanese (1984)

Sei anni dopo l'ultima partita giocata, la nazionale albanese si iscrisse alle qualificazioni al mondiale di Spagna 1982. Terminò il girone al penultimo posto, dietro Germania Ovest, Austria e Bulgaria e davanti alla Finlandia (che chiuse a pari punti con l'Albania, 2) con un bilancio di una vittoria (2-0 contro la Finlandia il 3 settembre 1980 a Tirana) e 7 sconfitte.
Nelle qualificazioni al mondiale messicano, invece, ottenne una vittoria di prestigio contro il Belgio (2-0), poi classificatosi quarto alla fase finale e considerato una delle squadre più forti di quegli anni.
Le qualificazioni al campionato d'Europa 1988 e al campionato del mondo 1990 furono probabilmente le peggiori nella storia della nazionale albanese, sconfitta in tutte e 6 le partite in ambo le campagne.
Con la caduta del regime comunista, iniziata nel dicembre 1990, il calcio albanese aprì i propri confini e i giocatori albanesi poterono giocare per squadre di club estere. La selezione albanese, sulla scorta di questa apertura, riuscì a migliorare il proprio rendimento, mostrando segnali di crescita. Nell'ottobre 1997, ad Hannover, l'Albania perse in modo onorevole (4-3) contro la Germania, che necessitava di un punto per qualificarsi al campionato del mondo 1998, dopo essere passata in vantaggio e pareggiato per ben due volte.

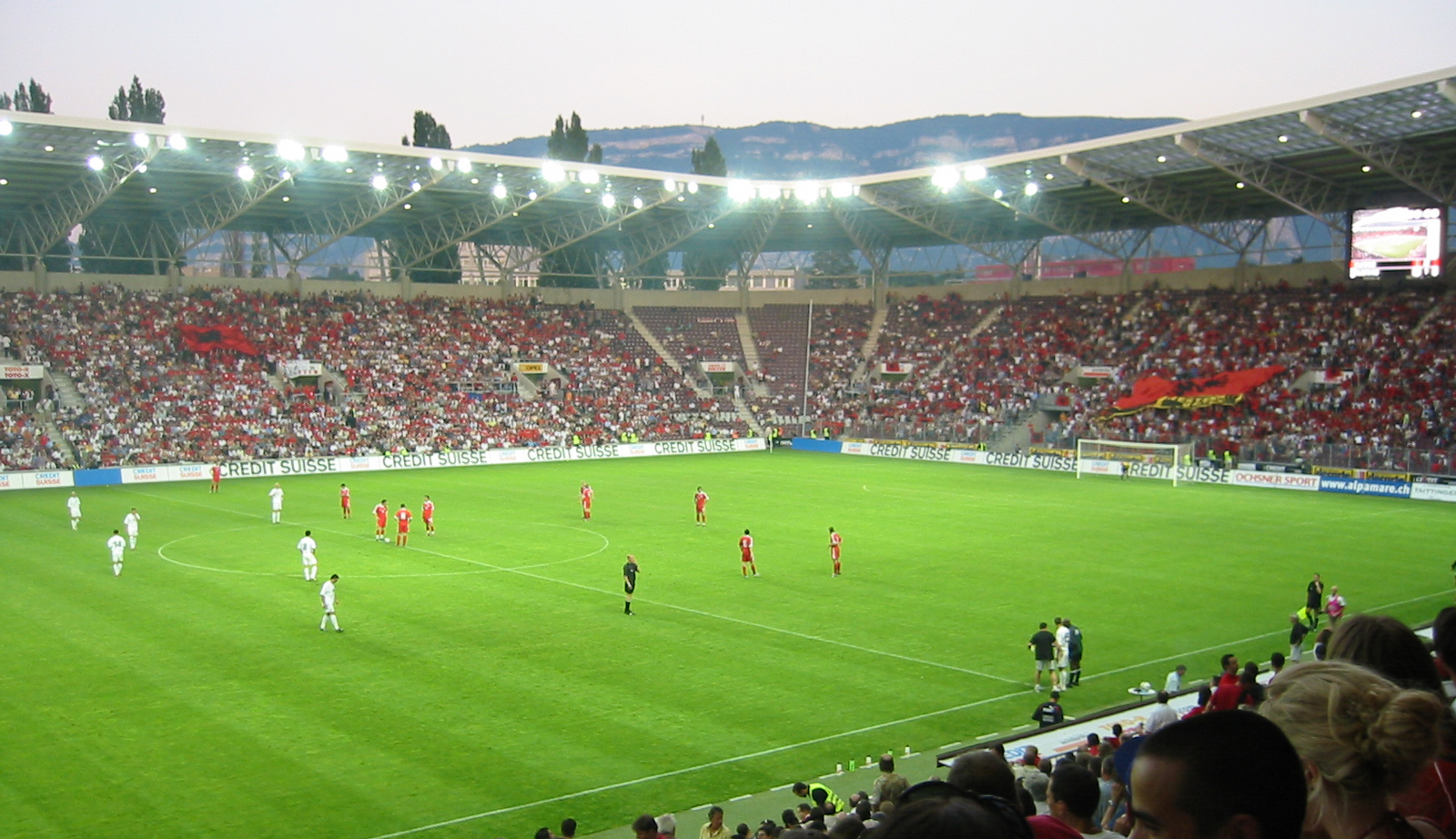
Un'immagine di -Albania dell'11 giugno 2003, gara giocata a Ginevra.

Nel 2000 l'Albania vinse il Torneo di Malta, mentre nelle qualificazioni al campionato del mondo 2002 la squadra riuscì a vincere per 2-0 contro la Grecia. Nelle eliminatorie del campionato d'Europa 2004 la squadra allenata dal tedesco Hans-Peter Briegel chiuse il girone al penultimo posto, ma senza subire sconfitte in casa, dopo aver colto anche vittorie contro Russia (3-1 allo Stadio Loro Boriçi, con Briegel all'esordio) e Georgia e pareggi contro Irlanda e Svizzera.
Il 4 settembre 2004, all'esordio delle qualificazioni per il mondiale del 2006, l'Albania sconfisse per 2-1 a Tirana i rivali della Grecia, che era alla prima uscita dopo la vittoria del titolo europeo, poi pareggiò a reti inviolate sul campo del Portogallo. Il girone fu chiuso dagli albanesi al quinto posto con 13 punti, record per la nazionale albanese nelle qualificazioni mondiali (frutto di 4 vittorie, un pareggio, 7 sconfitte).
Nel dicembre 2011 sulla panchina dell'Albania arrivò il tecnico italiano Gianni De Biasi. Pur avendo mancato la qualificazione ai successivi tornei internazionali, dal 2014 la compagine albanese conobbe un discreto miglioramento. Il 7 settembre 2014 l'Albania si impose clamorosamente per 1-0 (gol di Bekim Balaj) in casa del Portogallo nella prima partita delle qualificazioni al campionato d'Europa 2016. Nei mesi seguenti il cammino di qualificazione alla fase finale del massimo torneo continentale proseguì per l'Albania con risultati soddisfacenti. Il 13 giugno 2015 la squadra sconfisse inoltre in casa per 1-0 la Francia in amichevole e un paio di mesi più tardi, nella scia dell'ottimo percorso nel girone eliminatorio, si issò al 22º posto della classifica mondiale della FIFA, miglior piazzamento di sempre per l'Albania.
Nell'autunno 2015, battendo per 3-0 l'Armenia ad Erevan, la formazione allenata da De Biasi conseguì una storica qualificazione al campionato europeo del 2016, grazie al secondo posto nel girone con 14 punti (4 vittorie, 2 pareggi, 2 sconfitte).

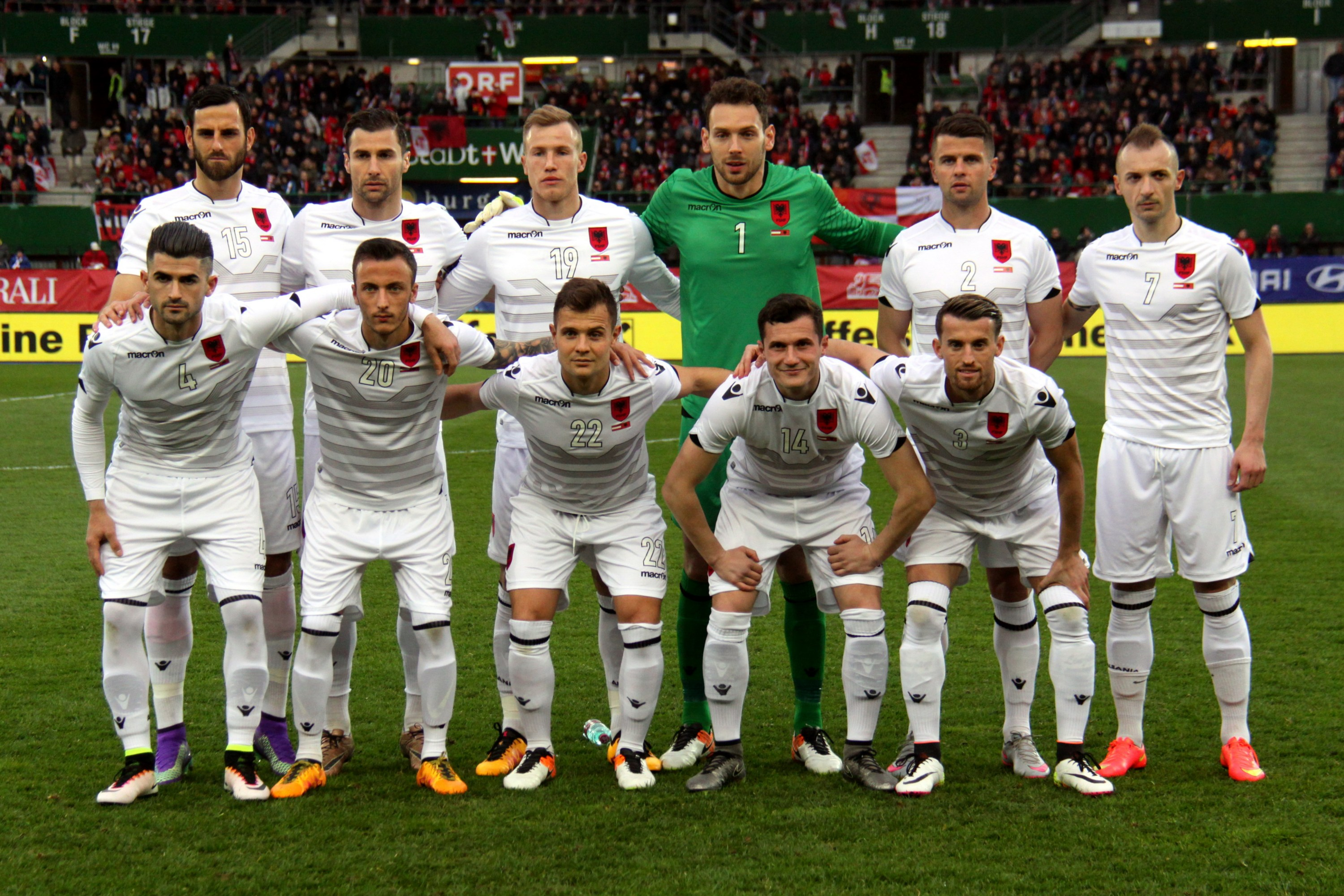
La formazione dell'Albania scesa in campo con la seconda maglia contro l' il 26 marzo 2016.

La partecipazione della formazione albanese alla fase finale dell'europeo non andò, tuttavia, oltre la fase a gironi. La squadra esordì perdendo per 1-0 con la Svizzera. Un'altra sconfitta, contro la Francia padrona di casa (un 2-0 maturato nei minuti finali della gara), non eliminò l'Albania, cui non fu, però, sufficiente battere la Romania (1-0, gol di Armando Sadiku) nell'ultimo incontro per venire ripescata come una delle migliori terze classificate.
Dopo la qualificazione all'europeo, la nazionale albanese entrò in una fase di transizione. Il C.T. De Biasi rassegnò le proprie dimissioni nel giugno 2017, dopo la vittoria per 0-3 contro Israele, ed al suo posto venne scelto un altro italiano, Christian Panucci, il quale ottenne all'esordio una vittoria per 2-0 contro il Liechtenstein, per poi chiudere le qualificazioni al campionato mondiale del 2018 al terzo posto dietro a Spagna e Italia, non qualificandosi alla fase finale del torneo. I risultati con Panucci peggiorarono: in UEFA Nations League 2018-2019 l'Albania si piazzò all'ultimo posto nel raggruppamento di Lega C dietro a Scozia e Israele, ottenendo solo una vittoria contro gli israeliani per 1-0. In seguito alla crisi di risultati, Panucci fu sollevato dall'incarico di C.T. dopo la sconfitta per 0-2 subita contro la Turchia, alla prima giornata delle qualificazioni al campionato europeo del 2020
Dopo il breve interregno di Ervin Bulku e Sulejman Mema, C.T. ad interim per la sfida contro Andorra, fu scelto come nuovo allenatore della nazionale albanese Edy Reja, nel solco della tradizione di allenatori italiani sulla panchina delle Aquile. Nonostante la sconfitta per 1-0 all'esordio contro l'Islanda, l'Albania con Reja fece registrare un graduale miglioramento dei risultati e delle prestazioni, tra cui la vittoria per 4-2 in casa proprio contro gli islandesi. L'Albania, però, terminò al quarto posto il proprio girone, dietro a Francia, Turchia e Islanda, e, anche a causa della prestazione negativa in UEFA Nations League, i rossoneri mancarono l'accesso alla fase finale del campionato europeo 2020.
Il nuovo decennio dell'Albania cominciò con la UEFA Nations League 2020-2021. Inseriti come teste di serie in un girone che comprendeva Bielorussia, Lituania e Kazakistan, iniziarono la campagna vincendo per 0-2 contro i bielorussi a Minsk, ma tre partite senza successi sembrarono peggiorare la situazione dell'Albania, che, tuttavia, riuscì poi a recuperare lo svantaggio in classifica, terminando il girone al primo posto grazie al successo per 3-2 all'ultima giornata contro la Bielorussia e guadagnando così la prima promozione in Lega B nella storia della nazionale albanese.
L'Albania mancò poi la qualificazione al campionato mondiale del 2022, ma la campagna di qualificazione fu comunque positiva: le aquile chiusero al terzo posto il girone con 18 punti (miglior punteggio della propria storia), grazie soprattutto a due vittorie per 1-0 contro l'Ungheria e mancando l'accesso ai play-off solo per 2 punti, alle spalle della Polonia seconda.
Dopo una deludente UEFA Nations League 2022-2023, con la salvezza arrivata grazie alla squalifica della Russia, la guida della nazionale passò al brasiliano Sylvinho, primo CT non europeo nella storia della rappresentativa schipetara, capace di guidare la squadra alla qualificazione al campionato europeo del 2024. Dopo una sconfitta all'esordio di nuovo contro la Polonia, l'Albania inanellò una serie di 8 risultati utili consecutivi (considerando anche le amichevoli) e ottenne per la seconda volta la qualificazione al massimo torneo continentale con un turno d'anticipo, chiudendo anche per la prima volta un girone di qualificazione al primo posto con 15 punti, a pari merito con la Rep. Ceca, ma forte dello scontro diretto a favore (1-1 in trasferta e 3-0 in casa). Il cammino albanese nell'europeo termina, però, nuovamente alla fase a gironi: inserita in un girone difficile con tre nazionali collocate nei primi 10 posti del ranking FIFA (Spagna, Croazia e Italia), l'Albania ottiene solo un punto, grazie al pareggio per 2-2 con i croati nella seconda partita, e si piazza ultima nel girone, avendo perso contro italiani (1-2) e spagnoli (0-1). Nella gara contro gli azzurri l'Albania stabilisce il primato del più veloce della storia della fase finale del campionato d'Europa, con Nedim Bajrami, a segno dopo 23 secondi di gioco.

## Strutture

### Stadi

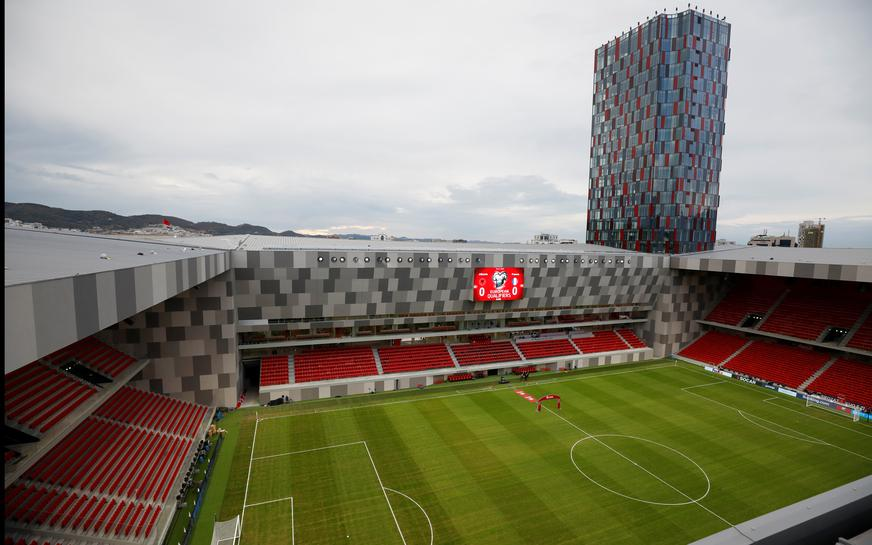
L'Arena Kombëtare di Tirana.

Lo stadio ufficiale della nazionale albanese di calcio è l'Arena Kombëtare, situata nel centro di Tirana. L'impianto sostituisce dal 2019 lo stadio Qemal Stafa, costruito intorno al 1930 come impianto polisportivo. In totale può ospitare 22.500 spettatori ed è il più grande stadio della nazione.
L'Albania ha giocato alcune partite ufficiali allo stadio Loro Boriçi di Scutari, dove ha conseguito alcuni successi, come la vittoria per 3-1 sulla Russia nelle qualificazioni al campionato d'Europa 2004. Lo stadio Niko Dovana di Durazzo e lo stadio municipale di Coriza sono stati utilizzati per ospitare amichevoli della nazionale. La selezione albanese ha giocato la maggior parte delle più recenti partite internazionali allo stadio Elbasan Arena, ricostruito nel 2014 per poter ospitare le partite ufficiali in attesa del completamento dei lavori di costruzione dell'Arena Kombëtare di Tirana.
| Stadi della nazionale albanese di calcio | Stadi della nazionale albanese di calcio | Stadi della nazionale albanese di calcio | Stadi della nazionale albanese di calcio | Stadi della nazionale albanese di calcio | Stadi della nazionale albanese di calcio | Stadi della nazionale albanese di calcio | Stadi della nazionale albanese di calcio |
| Numero di partite                        | Immagine                                 | Stadio                                   | Capienza                                 | Sede                                     | Prima partita                            | Ultima partita                           | Ref                                      |
| ---------------------------------------- | ---------------------------------------- | ---------------------------------------- | ---------------------------------------- | ---------------------------------------- | ---------------------------------------- | ---------------------------------------- | ---------------------------------------- |
| 131                                      |                                          | Ex stadio Qemal Stafa                    | 25.000 posti                             | Tirana, Albania                          | Albania - Jugoslavia, 7 ottobre 1946     | Albania - Georgia, 16 novembre 2015      | [ 12 ]                                   |
| 23                                       |                                          | Arena Kombëtare                          | 22.500                                   | Tirana, Albania                          | Albania - Francia, 17 novembre 2019      | Albania - Andorra, 24 marzo 2025         | [ 13 ]                                   |
| 13                                       |                                          | Elbasan Arena                            | 13.800                                   | Elbasan, Albania                         | Albania - Danimarca, 11 ottobre 2014     | Albania - San Marino, 8 settembre 2021   | [ 14 ]                                   |
| 9                                        |                                          | Stadio Loro Boriçi                       | 20.200                                   | Scutari, Albania                         | Albania - Russia, 29 marzo 2003          | Albania - Turchia, 22 marzo 2019         | [ 15 ]                                   |
| 6                                        |                                          | Stadio Niko Dovana                       | 12.040                                   | Durazzo, Albania                         | Albania - Uzbekistan, 11 agosto 2010     | Albania - Malta, 5 marzo 2014            | [ 16 ]                                   |
| 1                                        |                                          | Stadio Skënderbeu                        | 12,343                                   | Korçë, Albania                           | Macedonia del Nord, 17 novembre 2010     | Macedonia del Nord, 17 novembre 2010     | [ 17 ]                                   |
| 1                                        |                                          | Stadio Tomori                            | 17.890                                   | Berat, Albania                           | Albania - Cuba, 6 agosto 1988            | Albania - Cuba, 6 agosto 1988            | [ 18 ]                                   |
| 1                                        |                                          | Stadio Flamurtari                        | 10.500                                   | Valona, Albania                          | Albania - Romania, 28 ottobre 1987       | Albania - Romania, 28 ottobre 1987       | [ 19 ]                                   |

## Colori e simboli
I colori ricorrenti nelle tenute da gara dell'Albania sono il rosso e il nero, mutuati dalla bandiera nazionale. In trasferta, la divisa è invece solitamente di colore bianco con finiture nere o rosse.
Le divise in uso dal 2016, realizzate dallo sponsor tecnico italiano Macron, seguono il completo casalingo composto da maglia rossa, calzoncini neri e calzettoni rossi. La divisa per le gare esterne è invece integralmente di colore bianco tendente al grigio, mentre la terza maglia è completamente nera. Caratteristica di tali divise è la serigrafia tono su tono evocante l'aquila bicefala (simbolo nazionale albanese) che decora la parte bassa del torso, al di sotto del petto. All'altezza del cuore è ricamato uno scudo sannitico rosso contenente la già citata aquila nera e la sigla FSHF (acronimo del nome della federazione calcistica nazionale).
L'uniforme della nazionale di calcio albanese è caratterizzata da una maglia rossa con pantaloncini neri e calzettoni generalmente rossi e solo in passato anche neri. Nelle prime partite ufficiali degli anni '30 i pantaloncini erano invece bianchi. In ogni caso, la divisa dell'Albania ha subito pochi cambiamenti nel corso della storia, mantenendo una certa linea tradizionale. La divisa da trasferta è interamente bianca, con rifiniture in rosso e nero; la terza divisa è nera, con calzettoni neri o bianchi. Alcuni modelli sono mostrati di seguito.

### Evoluzione della divisa
| Casa |           |         |         |         |         |         |         |  |
| 1946 | 1970      | 1980–84 | 1986-87 | 1990-92 | 1992—94 | 1994–95 | 1996–98 |  |
| 1998 | 2000      | 2002—04 | 2005—06 | 2006—08 | 2010    |         |         |  |
| 2015 | EURO 2016 | 2017    | 2020    | 2023—24 |         |         |         |  |

| Trasferta |         |           |         |         |
| 1987-88   | 1990-91 | 1994–96   | 2005-06 | 2006-08 |
| 2008      |         |           |         |         |
| 2010      | 2015    | EURO 2016 | 2017    | 2020    |
| 2023–24   |         |           |         |         |
|           |         |           |         |         |

| Terza uniforme       |           |      |      |
| 1993 (vs. Danimarca) |           |      |      |
| 2015                 | EURO 2016 | 2017 | 2023 |
|                      |           |      |      |

### Sponsor tecnici

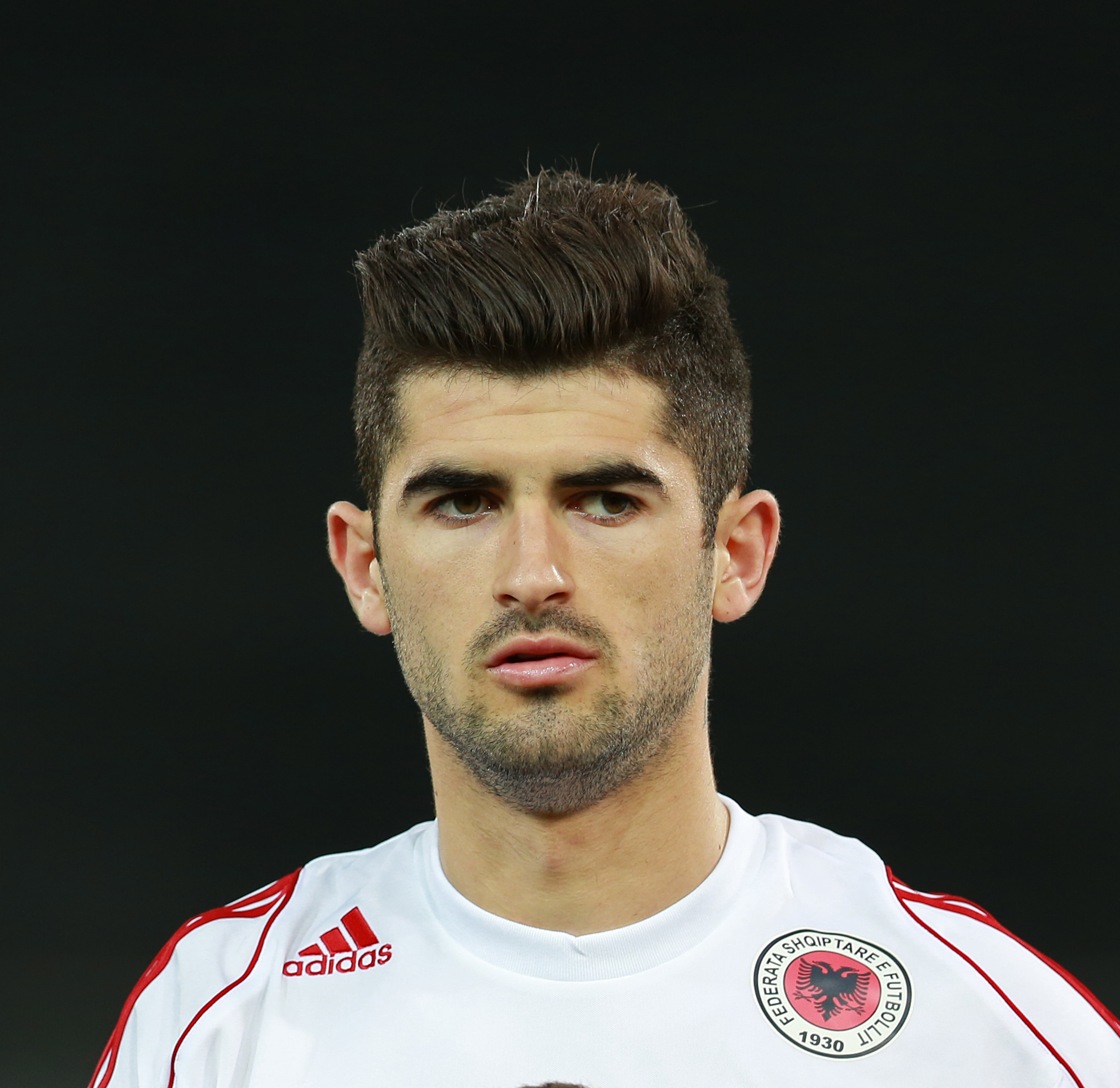
Elseid Hysaj con lo sponsor e lo stemma della Nazionale nel 2014.

| Fornitore | Periodo   |
| --------- | --------- |
| Adidas    | 1980-1991 |
| Umbro     | 1992-1994 |
| Uhlsport  | 1995-1995 |
| Puma      | 1996-2004 |
| Umbro     | 2004-2008 |
| Nike      | 2008-2010 |
| Legea     | 2010-2011 |
| Adidas    | 2011-2016 |
| Macron    | 2016-oggi |

### Simboli ufficiali
Sulle maglie albanesi è sempre stato apposto il simbolo nazionale, l'aquila bicipite dei Castriota. Dopo la rifondazione della nazionale negli anni novanta, fu usato il classico scudo nazionale, all'interno di un cerchio, inserito in un campo rosso circondato da una cornice bianca e dorata perché fosse visibile sulla maglia. Lo stemma della federazione albanese presenta un scudo rosso con la trama nera recante la sigla «FSHF 1930» e in basso un vecchio pallone da calcio.

La tradizionale aquila, shqiponja, simbolo del paese, usato sulle maglie dal 1930 al 1938
Il fascio littorio, durante il fascismo, ha contornato l'aquila albanese sulle maglie dal 1939 al 1943
Versione dello stemma durante il regime comunista (1946-1991)
Logo della FSHF, utilizzato correntemente sulla maglia albanese

#### Inno
L'inno ufficiale della nazionale di calcio d'Albania è Himni i Flamurit (l'Inno alla Bandiera), inno nazionale della Repubblica Albanese, che viene suonato prima di ogni incontro dei Kuq e zinjtë. È un canto patriottico scritto dal poeta albanese Aleksander Stavre Drenova e musicato da Ciprian Porumbescu nel 1883, e il testo si compone di sei strofe e un ritornello. Prima degli incontri della nazionale di calcio, vengono eseguite l'introduzione e le due prime due strofe; in cui la seconda solitamente viene cantata due volte e non solo nella versione strumentale.
Di seguito l'inno ufficiale della nazionale albanese:
| Periodo   | Inno             | Audio |
| --------- | ---------------- | ----- |
| 1930-oggi | Himni i Flamurit |       |

## Altre nazionali
Oltre alla citata selezione nazionale, l'ordinamento della FSHF ne prevede varie altre, divise per fascia d'età dei propri giocatori. La nazionale maschile Under-21, che partecipa alle competizioni continentali con i propri pari categoria; le nazionali Under-20, Under-19, Under-18, Under-17, Under-16, Under-15.
Rappresenta ufficialmente l'Albania, sempre sotto il coordinamento della FSHF, la nazionale femminile.

## Confronti con le altre nazionali
Questi sono i saldi dell'Albania nei confronti delle altre nazionali.

### Saldo generale
Aggiornato al 10 giugno 2025.
| Nazionale            | G. | V.    | Pa. | Pe. | RF | RS | DR  | Ultima vittoria   | Ultimo pareggio   | Ultima sconfitta  |
| -------------------- | -- | ----- | --- | --- | -- | -- | --- | ----------------- | ----------------- | ----------------- |
| Algeria              | 2  | 1     | 1   | 0   | 4  | 1  | +3  | 3 novembre 1976   | 11 ottobre 1964   |                   |
| Andorra              | 8  | 6     | 1   | 1   | 14 | 4  | +10 | 24 marzo 2025     | 14 novembre 2019  | 17 aprile 2002    |
| Arabia Saudita       | 1  | 0     | 1   | 0   | 1  | 1  | 0   |                   | 26 ottobre 2022   |                   |
| Argentina            | 1  | 0     | 0   | 1   | 0  | 4  | -4  |                   |                   | 20 giugno 2011    |
| Armenia              | 6  | 4     | 1   | 1   | 10 | 5  | +5  | 19 novembre 2022  | 9 novembre 1996   | 6 settembre 1997  |
| Austria              | 7  | 0     | 0   | 7   | 2  | 19 | -17 |                   |                   | 26 marzo 2016     |
| Azerbaigian          | 6  | 4     | 1   | 1   | 8  | 4  | +4  | 7 giugno 2024     | 19 novembre 2008  | 11 novembre 2011  |
| Bahrein              | 1  | 0     | 0   | 1   | 0  | 3  | -3  |                   |                   | 10 gennaio 2002   |
| Belgio               | 2  | 1     | 0   | 1   | 3  | 3  | 0   | 22 dicembre 1984  |                   | 17 ottobre 1984   |
| Bielorussia          | 7  | 3     | 2   | 2   | 10 | 10 | 0   | 18 novembre 2020  | 15 novembre 2013  | 12 ottobre 2010   |
| Bosnia ed Erzegovina | 5  | 1     | 2   | 2   | 4  | 5  | -1  | 30 novembre 1995  | 8 ottobre 2010    | 28 marzo 2017     |
| Bulgaria             | 14 | 3     | 4   | 7   | 10 | 17 | -7  | 17 ottobre 2023   | 17 ottobre 2007   | 30 aprile 2003    |
| Camerun              | 1  | 0     | 1   | 0   | 0  | 0  | 0   |                   | 14 novembre 2012  |                   |
| Cecoslovacchia       | 5  | 2     | 0   | 3   | 6  | 10 | -4  | 7 dicembre 1952   |                   | 16 ottobre 1991   |
| Cile                 | 1  | 0     | 0   | 1   | 0  | 3  | -3  |                   |                   | 22 marzo 2024     |
| Cina                 | 2  | 0     | 1   | 1   | 3  | 4  | -1  |                   | 8 novembre 1973   | 15 settembre 1957 |
| Cipro                | 6  | 2     | 2   | 2   | 12 | 7  | +5  | 7 settembre 2012  | 15 ottobre 2013   | 18 agosto 2004    |
| Croazia              | 1  | 0     | 1   | 0   | 2  | 2  | 0   |                   | 19 giugno 2024    |                   |
| Cuba                 | 1  | 0     | 1   | 0   | 0  | 0  | 0   |                   | 6 agosto 1988     |                   |
| Danimarca            | 10 | 1     | 3   | 6   | 4  | 19 | -15 | 30 ottobre 1963   | 4 settembre 2015  | 1º aprile 2009    |
| Estonia              | 4  | 1     | 3   | 0   | 3  | 1  | +2  | 15 novembre 2003  | 13 giugno 2022    |                   |
| Fær Øer              | 2  | 1     | 1   | 0   | 3  | 1  | +2  | 20 giugno 2023    | 20 novembre 2023  |                   |
| Finlandia            | 7  | 2     | 1   | 4   | 6  | 8  | -2  | 3 settembre 1980  | 7 gennaio 2002    | 1º settembre 2001 |
| Francia              | 9  | 1     | 1   | 7   | 4  | 20 | -16 | 13 giugno 2015    | 14 novembre 2014  | 17 novembre 2019  |
| Galles               | 4  | 1     | 2   | 1   | 2  | 3  | -1  | 20 novembre 2018  | 5 giugno 2021     | 7 settembre 1994  |
| Georgia              | 17 | 4     | 4   | 9   | 14 | 24 | -10 | 14 ottobre 2024   | 29 marzo 2022     | 10 settembre 2024 |
| Germania             | 6  | 0     | 0   | 6   | 8  | 15 | -7  |                   |                   | 6 giugno 2001     |
| Germania Est         | 3  | 0     | 1   | 2   | 2  | 7  | -5  |                   | 1º maggio 1958    | 3 novembre 1973   |
| Germania Ovest       | 8  | 0     | 1   | 7   | 2  | 23 | -21 |                   | 17 dicembre 1967  | 20 novembre 1983  |
| Giordania            | 1  | 0     | 1   | 0   | 0  | 0  | 0   |                   | 10 ottobre 2018   |                   |
| Grecia               | 13 | 4     | 3   | 6   | 10 | 13 | -3  | 4 settembre 2004  | 18 novembre 1998  | 30 marzo 2005     |
| Inghilterra          | 7  | 0     | 0   | 7   | 1  | 21 | -20 |                   |                   | 21 marzo 2025     |
| Iran                 | 1  | 1     | 0   | 0   | 1  | 0  | +1  | 27 maggio 2012    |                   |                   |
| Irlanda              | 4  | 0     | 1   | 3   | 2  | 6  | -4  |                   | 2 aprile 2003     | 7 giugno 2003     |
| Irlanda del Nord     | 9  | 2     | 2   | 5   | 5  | 13 | -8  | 3 marzo 2010      | 15 dicembre 1982  | 14 dicembre 1996  |
| Islanda              | 9  | 3     | 2   | 4   | 11 | 12 | -1  | 10 settembre 2019 | 27 settembre 2022 | 8 giugno 2019     |
| Israele              | 6  | 2     | 0   | 4   | 6  | 9  | -3  | 7 settembre 2018  |                   | 24 settembre 2022 |
| Italia               | 5  | 0     | 0   | 5   | 2  | 9  | -7  |                   |                   | 15 giugno 2024    |
| Jugoslavia           | 5  | 0     | 1   | 4   | 4  | 13 | -9  |                   | 27 giugno 1948    | 12 novembre 1967  |
| Kazakistan           | 4  | 3     | 1   | 0   | 6  | 2  | +4  | 15 novembre 2020  | 11 ottobre 2020   |                   |
| Kosovo               | 3  | 1     | 1   | 1   | 4  | 6  | -2  | 11 novembre 2020  | 13 novembre 2015  | 29 maggio 2018    |
| Lettonia             | 6  | 0     | 6   | 0   | 7  | 7  | 0   |                   | 10 giugno 2025    |                   |
| Liechtenstein        | 4  | 4     | 0   | 0   | 9  | 0  | +9  | 3 giugno 2024     |                   |                   |
| Lituania             | 6  | 2     | 1   | 3   | 7  | 7  | 0   | 26 marzo 2013     | 14 ottobre 2020   | 7 settembre 2020  |
| Lussemburgo          | 7  | 4     | 1   | 2   | 10 | 4  | +6  | 29 marzo 2016     | 13 febbraio 2002  | 4 giugno 2017     |
| Macedonia del Nord   | 10 | 2     | 4   | 4   | 7  | 12 | -5  | 5 settembre 2016  | 5 settembre 2017  | 7 febbraio 2007   |
| Malta                | 8  | 5     | 2   | 1   | 14 | 3  | +11 | 5 marzo 2014      | 11 febbraio 2009  | 16 agosto 1995    |
| Marocco              | 1  | 0     | 1   | 0   | 0  | 0  | 0   |                   | 31 agosto 2016    |                   |
| Messico              | 1  | 0     | 0   | 1   | 0  | 4  | -4  |                   |                   | 13 marzo 2002     |
| Moldavia             | 7  | 5     | 2   | 0   | 15 | 3  | +12 | 17 giugno 2023    | 17 novembre 2023  |                   |
| Montenegro           | 3  | 3     | 0   | 0   | 9  | 2  | +7  | 10 agosto 2011    |                   |                   |
| Norvegia             | 5  | 1     | 2   | 2   | 5  | 6  | -1  | 22 marzo 2013     | 7 giugno 2013     | 26 marzo 2018     |
| Paesi Bassi          | 4  | 0     | 0   | 4   | 1  | 7  | -6  |                   |                   | 12 settembre 2007 |
| Polonia              | 15 | 2     | 3   | 10  | 10 | 20 | -10 | 10 settembre 2023 | 31 ottobre 1984   | 27 marzo 2023     |
| Portogallo           | 7  | 1     | 1   | 5   | 5  | 13 | -8  | 7 settembre 2014  | 15 ottobre 2008   | 7 settembre 2015  |
| Qatar                | 3  | 2     | 0   | 1   | 5  | 3  | +2  | 29 maggio 2016    |                   | 9 novembre 2022   |
| Rep. Ceca            | 5  | 1     | 2   | 2   | 5  | 6  | -1  | 12 ottobre 2023   | 16 novembre 2024  | 11 ottobre 2024   |
| Romania              | 19 | 3     | 3   | 13  | 12 | 45 | -33 | 19 giugno 2016    | 11 ottobre 2011   | 31 maggio 2014    |
| Russia               | 2  | 1     | 0   | 1   | 4  | 5  | -1  | 29 marzo 2003     |                   | 16 ottobre 2002   |
| San Marino           | 4  | 4     | 0   | 0   | 13 | 0  | +13 | 8 settembre 2021  |                   |                   |
| Scozia               | 2  | 0     | 0   | 2   | 0  | 6  | -6  |                   |                   | 17 novembre 2018  |
| Serbia               | 3  | 1 tav | 1   | 1   | 3  | 2  | +1  | 14 ottobre 2014   | 7 giugno 2025     | 8 ottobre 2015    |
| Slovenia             | 7  | 1     | 2   | 4   | 2  | 6  | -4  | 16 ottobre 2012   | 13 ottobre 2007   | 6 settembre 2013  |
| Spagna               | 9  | 0     | 0   | 9   | 3  | 32 | -29 |                   |                   | 24 giugno 2024    |
| Svezia               | 6  | 1     | 1   | 4   | 5  | 11 | -6  | 18 febbraio 2004  | 6 settembre 2008  | 25 marzo 2024     |
| Svizzera             | 7  | 0     | 1   | 6   | 4  | 12 | -8  |                   | 12 ottobre 2002   | 11 giugno 2016    |
| Turchia              | 12 | 4     | 2   | 6   | 14 | 13 | +1  | 13 novembre 2017  | 28 marzo 1985     | 11 ottobre 2019   |
| Ucraina              | 8  | 1     | 1   | 6   | 7  | 16 | -9  | 7 settembre 2024  | 8 ottobre 2005    | 19 novembre 2024  |
| Ungheria             | 8  | 2     | 1   | 5   | 2  | 19 | -17 | 9 ottobre 2021    | 23 maggio 1948    | 4 giugno 2014     |
| Uzbekistan           | 1  | 1     | 0   | 0   | 1  | 0  | +1  | 11 agosto 2010    |                   |                   |
| Vietnam              | 1  | 1     | 0   | 0   | 5  | 0  | +5  | 12 febbraio 2003  |                   |                   |

- Nota: La partita viene indicata come un pareggio quando finisce ai calci di rigore.

### Copertura mediatica
I diritti televisivi per le partite di qualificazione e le amichevoli dell'Albania sono dei canali albanesi Radio Televizioni Shqiptar (RTSH) e SuperSport Albania, programmi di Digitalb.

## Statistiche partite
Questa è la statistica di tutte le partite ufficiali giocate dalla nazionale di calcio dell'Albania fino al 24 marzo 2025.
| Competizione            | Partite | Vittorie | Pareggi | Sconfitte | Gol fatti | Gol subiti | Dif. reti |
| ----------------------- | ------- | -------- | ------- | --------- | --------- | ---------- | --------- |
| Amichevoli              | 142     | 50       | 37      | 55        | 164       | 179        | -15       |
| Coppe Internazionali    | 3       | 0        | 2       | 1         | 1         | 4          | -3        |
| Qualificazioni Europei  | 109     | 24       | 26      | 59        | 98        | 177        | -79       |
| Qualificazioni Mondiali | 118     | 25       | 16      | 77        | 88        | 203        | -115      |
| UEFA Nations League     | 20      | 6        | 5       | 9         | 17        | 24         | -8        |
| Campionati Europei      | 6       | 1        | 1       | 4         | 4         | 8          | -4        |
| Totale                  | 398     | 106      | 87      | 205       | 374       | 595        | -221      |

## Partecipazioni ai tornei internazionali
Legenda: Grassetto: Risultato migliore, Corsivo: Mancate partecipazioni

## Statistiche dettagliate sui tornei internazionali

### Mondiali
| Anno | Luogo                    | Piazzamento      | V | N | P | Gol |
| ---- | ------------------------ | ---------------- | - | - | - | --- |
| 1930 | Uruguay                  | Non partecipante | - | - | - | -   |
| 1934 | Italia                   | Non partecipante | - | - | - | -   |
| 1938 | Francia                  | Non partecipante | - | - | - | -   |
| 1950 | Brasile                  | Non partecipante | - | - | - | -   |
| 1954 | Svizzera                 | Non partecipante | - | - | - | -   |
| 1958 | Svezia                   | Non partecipante | - | - | - | -   |
| 1962 | Cile                     | Non partecipante | - | - | - | -   |
| 1966 | Inghilterra              | Non qualificata  | - | - | - | -   |
| 1970 | Messico                  | Non partecipante | - | - | - | -   |
| 1974 | Germania Ovest           | Non qualificata  | - | - | - | -   |
| 1978 | Argentina                | Non partecipante | - | - | - | -   |
| 1982 | Spagna                   | Non qualificata  | - | - | - | -   |
| 1986 | Messico                  | Non qualificata  | - | - | - | -   |
| 1990 | Italia                   | Non qualificata  | - | - | - | -   |
| 1994 | Stati Uniti              | Non qualificata  | - | - | - | -   |
| 1998 | Francia                  | Non qualificata  | - | - | - | -   |
| 2002 | Corea del Sud / Giappone | Non qualificata  | - | - | - | -   |
| 2006 | Germania                 | Non qualificata  | - | - | - | -   |
| 2010 | Sudafrica                | Non qualificata  | - | - | - | -   |
| 2014 | Brasile                  | Non qualificata  | - | - | - | -   |
| 2018 | Russia                   | Non qualificata  | - | - | - | -   |
| 2022 | Qatar                    | Non qualificata  | - | - | - | -   |

### Europei
| Anno | Luogo                | Piazzamento      | V | N | P | Gol |
| ---- | -------------------- | ---------------- | - | - | - | --- |
| 1960 | Francia              | Non partecipante | - | - | - | -   |
| 1964 | Spagna               | Non qualificata  | - | - | - | -   |
| 1968 | Italia               | Non qualificata  | - | - | - | -   |
| 1972 | Belgio               | Non qualificata  | - | - | - | -   |
| 1976 | Jugoslavia           | Non partecipante | - | - | - | -   |
| 1980 | Italia               | Non partecipante | - | - | - | -   |
| 1984 | Francia              | Non qualificata  | - | - | - | -   |
| 1988 | Germania Ovest       | Non qualificata  | - | - | - | -   |
| 1992 | Svezia               | Non qualificata  | - | - | - | -   |
| 1996 | Inghilterra          | Non qualificata  | - | - | - | -   |
| 2000 | Belgio / Paesi Bassi | Non qualificata  | - | - | - | -   |
| 2004 | Portogallo           | Non qualificata  | - | - | - | -   |
| 2008 | Austria / Svizzera   | Non qualificata  | - | - | - | -   |
| 2012 | Polonia / Ucraina    | Non qualificata  | - | - | - | -   |
| 2016 | Francia              | Primo turno      | 1 | 0 | 2 | 1:3 |
| 2020 | Europa               | Non qualificata  | - | - | - | -   |
| 2024 | Germania             | Primo turno      | 0 | 1 | 2 | 3:5 |

### Confederations Cup
| Anno | Luogo                    | Piazzamento     | V | N | P | Gol |
| ---- | ------------------------ | --------------- | - | - | - | --- |
| 1992 | Arabia Saudita           | Non invitata    | - | - | - | -   |
| 1995 | Arabia Saudita           | Non invitata    | - | - | - | -   |
| 1997 | Arabia Saudita           | Non qualificata | - | - | - | -   |
| 1999 | Messico                  | Non qualificata | - | - | - | -   |
| 2001 | Corea del Sud / Giappone | Non qualificata | - | - | - | -   |
| 2003 | Francia                  | Non qualificata | - | - | - | -   |
| 2005 | Germania                 | Non qualificata | - | - | - | -   |
| 2009 | Sudafrica                | Non qualificata | - | - | - | -   |
| 2013 | Brasile                  | Non qualificata | - | - | - | -   |
| 2017 | Russia                   | Non qualificata | - | - | - | -   |

### Nations League
| Anno      | Luogo       | Piazzamento   | V | N | P | Gol |
| --------- | ----------- | ------------- | - | - | - | --- |
| 2018-2019 | Portogallo  | 10° in Lega C | 1 | 0 | 3 | 1:8 |
| 2020-2021 | Italia      | 3° in Lega C  | 3 | 2 | 1 | 8:4 |
| 2022-2023 | Paesi Bassi | 11° in Lega B | 0 | 2 | 2 | 4:6 |

## Palmarès

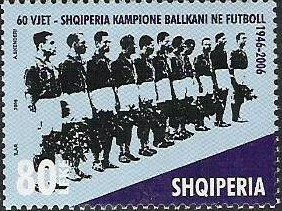
Francobollo della Nazionale albanese (2007) nel 60º anniversario della vittoria della Coppa dei Balcani.

- Coppa dei Balcani: 1

VIII Coppa Balcanica, Tirana (Albania), ottobre 1946
- Rothmans International Tournament: 1

Valletta (Malta), 4 febbraio - 10 febbraio 2000

## Tifoseria e rivalità

### Tifoseria

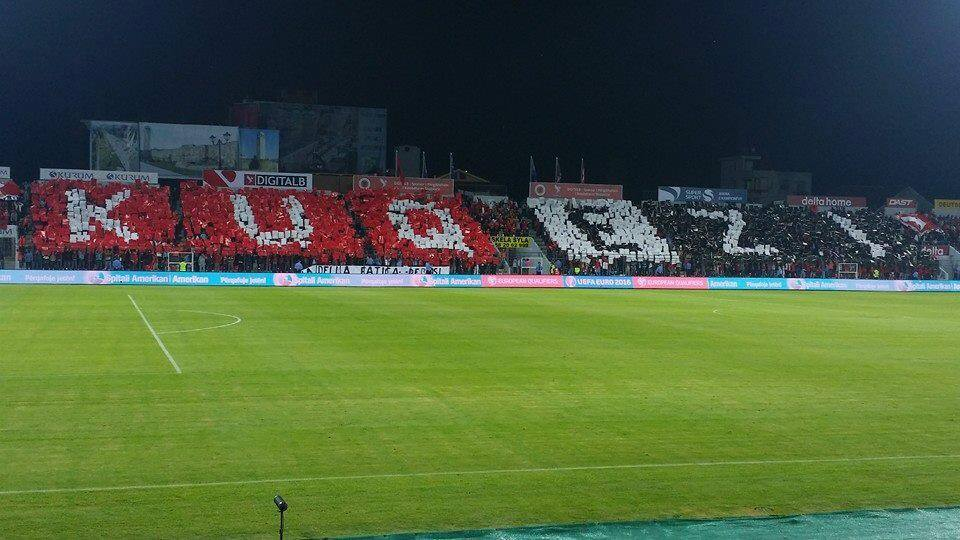
Una delle coreografie dei tifosi albanesi, i Kuq e zi, all'Elbasan Arena nel 2014.

Secondo le statistiche commissionate dalla FSHF, più della metà degli albanesi dichiara di essere interessato alle vicende della nazionale A.
L'interesse per la nazionale albanese varca i confini dell'Albania, sia per il grande numero degli emigrati albanesi nel mondo, che per le popolazioni albanesi storicamente presenti in vari paesi d'Europa (da quelle della diaspora storica, arbëreshë in Italia, arbanasi in Croazia, Bulgaria e Ucraina, ecc.) così come alla moderna diaspora in vari paesi, come in quelle autoctone numericamente rilevanti fuori dai confini nazionali (arvaniti in Grecia, albanesi della Macedonia del Nord, Kosovo, Serbia, Montenegro), che dichiara di riconoscersi nei colori nazionali e di seguirne gli incontri.

### Gemellaggi

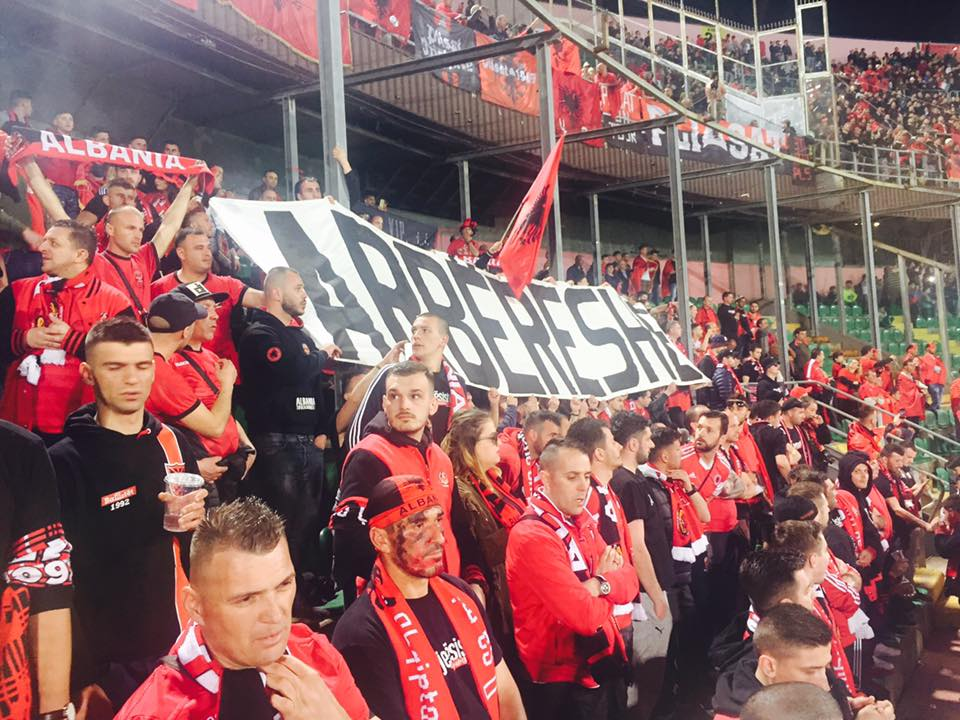
Tifosi albanesi d'Albania e d'Italia (arbëreshë) a Palermo, per la partita Italia-Albania del 24 marzo 2017 valida per le qualificazioni ai Mondiali di Calcio.

La nazionale di calcio dell’Albania è gemellata direttamente con quella del Kosovo, nata nel 2014 da giocatori provenienti dalla rosa della nazionale albanese. Diversi e naturali sono spesso i rapporti con le nazionali di Macedonia del Nord e Montenegro, cui una componente ingente delle rose sono storicamente costituite da giocatori d’etnia albanese.
Esistono gemellaggi sportivi con alcune squadre di calcio dilettantistiche delle storiche comunità albanesi d'Italia (arbëreshët): nel 2017, in occasione della partita Italia - Albania disputata a Palermo (Sicilia) per le qualificazioni ai Mondiali di Calcio, la squadra locale e il Comune di Piana degli Albanesi hanno accolto l'ambasciatore della Repubblica d'Albania, la delegazione ufficiale della Federazione calcistica dell'Albania e tifosi albanesi accorsi numerosi anche dai Balcani, in un gemellaggio fraterno e sportivo arbëreshë-shqiptarë.
Esiste anche un rapporto d'amicizia con i tifosi della Croazia.

### Rivalità
Le prime rivalità della nazionale di calcio albanese sono state quelle con Jugoslavia prima e Serbia poi, Grecia e Turchia, accesi antagonismi che derivano degli attriti geopolitici tra queste nazioni, dovuti pertanto a motivi storici e non calcistici e sfociati anche recentemente in polemiche, tensioni ed incidenti causati per lo più dai rivali. Si segnalano rivalità minori allo stesso modo, d'altro canto, con le nazionali di Macedonia del Nord e Montenegro, dovute sempre alle vicissitudini irredentistiche dell'Albania.

## Organico
Il calcio albanese si può dire "internazionale", in quanto il ruolo della Nazionale dell'Albania è quale centro culturale dell'albanesità, attingendo dai tanti residenti albanesi nati o cresciuti all’estero, anche da generazioni. La federazione calcistica albanese punta alla crescita del movimento della nazionale anche recuperando tutti i giocatori albanesi della diaspora, che nel passato recentissimo sceglievano di giocare per le nazioni adottive (ad esempio per la Svizzera, il quale numero albanese è sostanziale). 
L'Albania ha 2,5 milioni di abitanti, ma nel mondo ci sono almeno 10 milioni di albanesi. Questa sproporzione è dovuta alla presenza di una diaspora amplissima, e ovviamente agli albanesi stanziali del Kosovo, della Macedonia del Nord, del Montenegro, della Serbia e della Grecia.

### Rosa attuale
Lista dei giocatori convocati per le gare di qualificazione al campionato mondiale di calcio 2026 contro Serbia e Lettonia del 7 e 10 giugno 2025.
Presenze e reti aggiornate al 10 giugno 2025.
| 1  | P | Thomas Strakosha | 19 marzo 1995     | 41 | -47 | AEK Atene       |  |  |
| 12 | P | Elhan Kastrati   | 2 febbraio 1997   | 3  | -1  | Cittadella      |  |  |
| 23 | P | Alen Sherri      | 15 dicembre 1997  | 1  | -0  | Cagliari        |  |  |
| -  | P | Mario Dajsinani  | 15 dicembre 1997  | 1  | -1  | Egnatia         |  |  |
|    |   |                  |                   |    |     |                 |  |  |
| 2  | D | Ivan Balliu      | 1º gennaio 1992   | 20 | 0   | Rayo Vallecano  |  |  |
| 3  | D | Mario Mitaj      | 6 agosto 2003     | 24 | 0   | Al-Ittihad      |  |  |
| 4  | D | Elseid Hysaj     | 2 febbraio 1994   | 90 | 2   | Lazio           |  |  |
| 5  | D | Adrian Bajrami   | 5 aprile 2002     | 3  | 0   | Benfica         |  |  |
| 13 | D | Naser Aliji      | 27 dicembre 1993  | 15 | 0   | Dinamo City     |  |  |
| 15 | D | Marash Kumbulla  | 8 febbraio 2000   | 24 | 0   | Espanyol        |  |  |
| 18 | D | Ardian Ismajli   | 30 settembre 1996 | 45 | 3   | Empoli          |  |  |
| -  | D | Berat Djimsiti   | 19 febbraio 1993  | 64 | 1   | Atalanta        |  |  |
| -  | D | Arlind Ajeti     | 25 settembre 1993 | 34 | 1   | Bodrumspor      |  |  |
|    |   |                  |                   |    |     |                 |  |  |
| 6  | C | Juljan Shehu     | 6 settembre 1998  | 3  | 0   | Widzew Łódź     |  |  |
| 8  | C | Kristjan Asllani | 9 marzo 2002      | 33 | 3   | Inter           |  |  |
| 10 | C | Nedim Bajrami    | 28 febbraio 1999  | 35 | 6   | Rangers         |  |  |
| 14 | C | Qazim Laçi       | 19 gennaio 1996   | 40 | 4   | Sparta Praga    |  |  |
| 16 | C | Medon Berisha    | 21 ottobre 2003   | 3  | 0   | Lecce           |  |  |
| 17 | C | Ernest Muçi      | 19 marzo 2001     | 16 | 3   | Beşiktaş        |  |  |
| 20 | C | Ylber Ramadani   | 12 aprile 1996    | 45 | 1   | Lecce           |  |  |
| 21 | C | Arbër Hoxha      | 6 ottobre 1998    | 15 | 0   | Dinamo Zagabria |  |  |
| -  | C | Adrion Pajaziti  | 16 novembre 2002  | 2  | 0   | Gorica          |  |  |
|    |   |                  |                   |    |     |                 |  |  |
| 7  | A | Rey Manaj        | 24 febbraio 1997  | 42 | 10  | Sivasspor       |  |  |
| 9  | A | Jasir Asani      | 19 maggio 1995    | 23 | 5   | Gwangju         |  |  |
| 11 | A | Myrto Uzuni      | 31 maggio 1995    | 42 | 6   | Austin FC       |  |  |
| 19 | A | Mirlind Daku     | 1º gennaio 1998   | 11 | 1   | Rubin           |  |  |
| 22 | A | Armando Broja    | 10 settembre 2001 | 26 | 6   | Everton         |  |  |

## Tutte le rose

### Europei
Campionato d'Europa UEFA 20161 Berisha, 2 Lila, 3 Lenjani, 4 Hysaj, 5 Cana, 6 Veseli, 7 Agolli, 8 Basha, 9 Memushaj, 10 Sadiku, 11 Gashi, 12 Shehi, 13 Kukeli, 14 Xhaka, 15 Mavraj, 16 Çikalleshi, 17 Aliji, 18 Ajeti, 19 Balaj, 20 Kaçe, 21 Roshi, 22 Abrashi, 23 Hoxha, CT: De Biasi
Campionato d'Europa UEFA 20241 E. Berisha, 2 Balliu, 3 Mitaj, 4 Hysaj, 5 Ajeti, 6 Djimsiti, 7 Manaj, 8 Gjasula, 9 Asani, 10 Bajrami, 11 Broja, 12 Kastrati, 13 Mihaj, 14 Laçi, 15 Seferi, 16 M. Berisha, 17 Muçi, 18 Ismajli, 19 Daku, 20 Ramadani, 21 Asllani, 22 Abrashi, 23 Strakosha, 24 Kumbulla, 25 Aliji, 26 Hoxha, CT: Sylvinho

## Staff
Lo staff della nazionale si compone del commissario tecnico, che allena, convoca e schiera in campo gli atleti ed è assistito da due vice-allenatori. Ad aiutare gli allenatori, ci sono il preparatore atletico, il preparatore dei portieri, il capo delegazione, il segretario, i medici, i massofisioterapisti e gli osservatori, che assistono ai match degli avversari.

### Staff tecnico
- Commissario Tecnico -  Sylvinho
- Vice-Allenatore -  Pablo Zabaleta
- Vice-Allenatore -  Ervin Bulku
- Vice-Allenatore -  Doriva

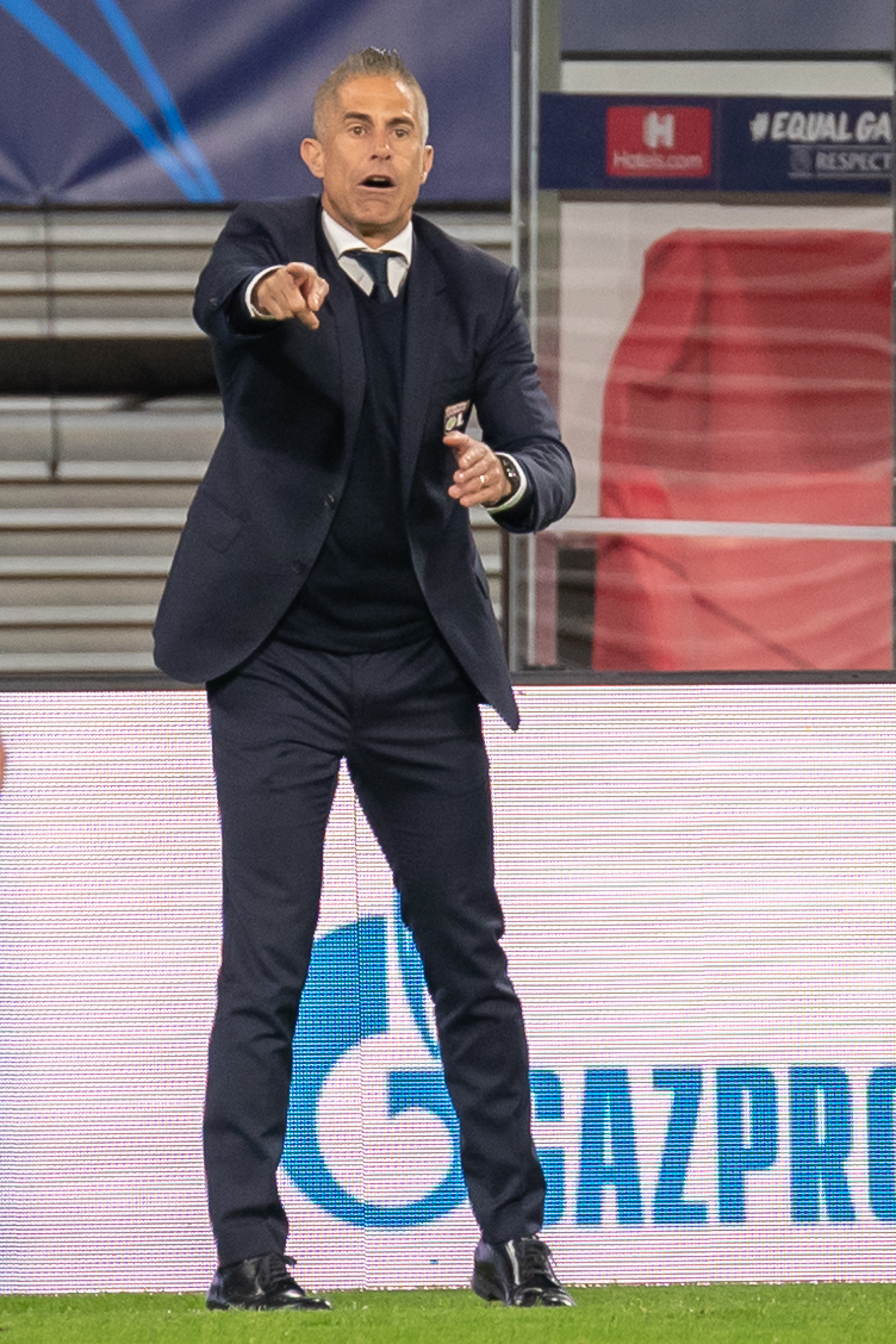
Sylvinho, commissario tecnico della nazionale di calcio albanese.

- Preparatore dei portieri -  Ilir Bozhiqi
- Preparatore atletico -  Luigi Febbrari
- Vice-Preparatore atletico -  Luca Laurenti
- Video Analist -  Alarico Rossi
- Medico sociale -  Gianluca Stesina
- Fisioterapista -  Ylli Mihali
- Fisioterapista -  Altin Haxhia
- Fisioterapista -  Arzen Voçi
- Fisioterapista-Osteopata -  Arjan Llaperi
- Magazziniere -  Luca Bufi
- Magazziniere -  Osman Bulku
- Team Manager -  Dritan Babamusta

## Record individuali
Aggiornato al 10 giugno 2025.
- In (grassetto) i giocatori ancora in attività in nazionale.

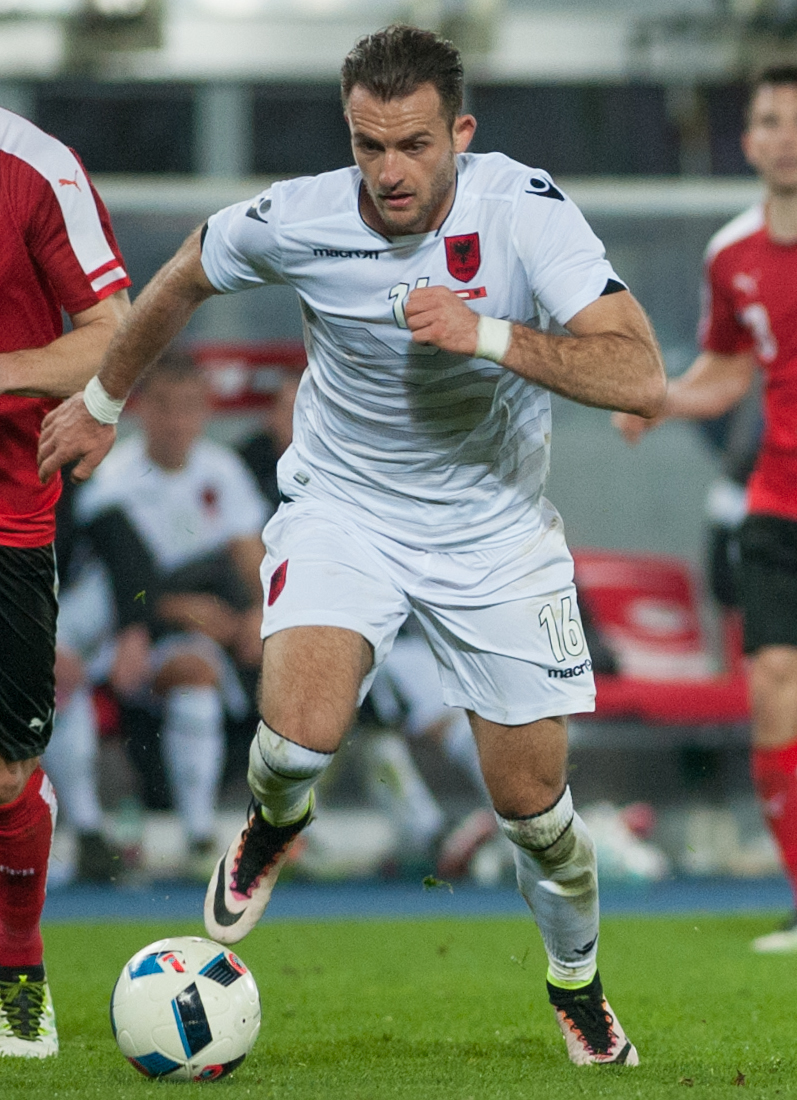
Sokol Cikalleshi è il giocatore attivo con più reti in Nazionale.

### Record presenze
| Pos. | Nome           | Presenze | Reti | Periodo   |
| ---- | -------------- | -------- | ---- | --------- |
| 1    | Lorik Cana     | 93       | 1    | 2003-2016 |
| 2    | Elseid Hysaj   | 90       | 2    | 2013-     |
| 3    | Etrit Berisha  | 81       | 0    | 2012-     |
| 4    | Altin Lala     | 79       | 3    | 1998-2011 |
| 5    | Klodian Duro   | 77       | 4    | 2001-2011 |
| 6    | Erjon Bogdani  | 75       | 18   | 1996-2013 |
| 6    | Ervin Skela    | 75       | 13   | 2000-2011 |
| 8    | Ansi Agolli    | 73       | 3    | 2005-2017 |
| 8    | Foto Strakosha | 73       | 0    | 1990-2004 |
| 10   | Odise Roshi    | 71       | 5    | 2011-2022 |

### Record reti
| Pos. | Nome             | Reti | Presenze | Periodo   |
| ---- | ---------------- | ---- | -------- | --------- |
| 1    | Erjon Bogdani    | 18   | 75       | 1996-2013 |
| 2    | Alban Bushi      | 14   | 67       | 1995-2007 |
| 3    | Sokol Çikalleshi | 13   | 60       | 2014-     |
| 3    | Ervin Skela      | 13   | 75       | 2000-2011 |
| 5    | Armando Sadiku   | 12   | 39       | 2012-2023 |
| 6    | Hamdi Salihi     | 11   | 50       | 2006-2015 |
| 6    | Altin Rraklli    | 11   | 63       | 1992-2005 |
| 8    | Sokol Kushta     | 10   | 31       | 1987-1996 |
| 8    | Rey Manaj        | 10   | 42       | 2015-     |
| 8    | Igli Tare        | 10   | 68       | 1997-2007 |

## Capitani storici

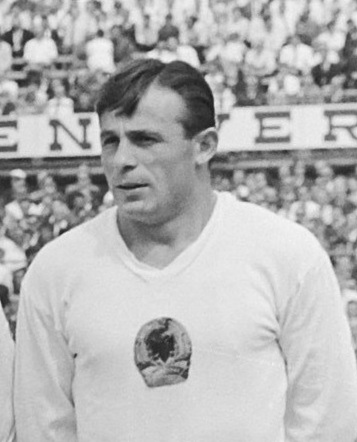
Panajot Pano, premiato come "Il Giocatore del Secolo" dalla UEFA e valutato dalla Federcalcio albanese come il giocatore nazionale più eccezionale degli ultimi 50 anni.

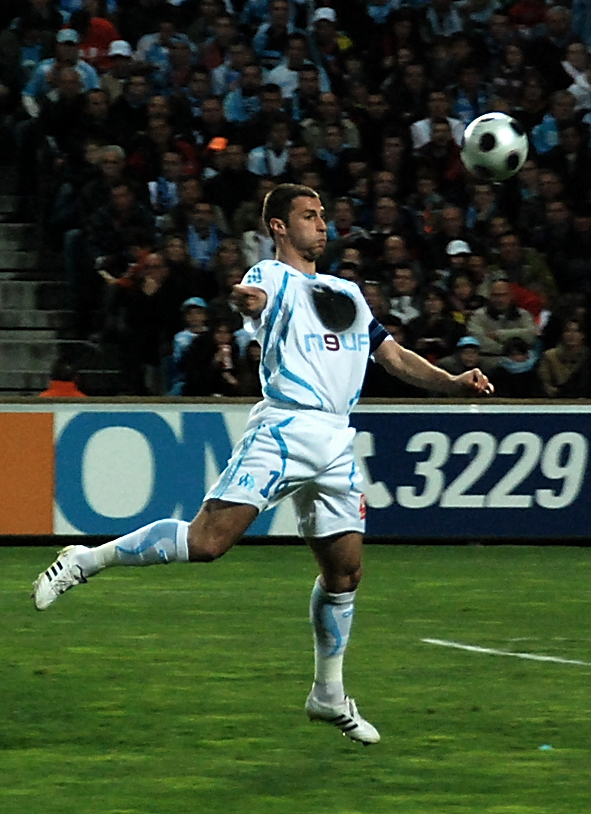
Lorik Cana è il giocatore con più presenze nella nazionale maggiore albanese.

Questo elenco comprende i calciatori che per un determinato periodo hanno vestito stabilmente la fascia di capitano.

### Record di presenze da capitano
Aggiornata al 13 giugno 2022.
| Pos. | Nome           | Periodo   | Presenze |
| ---- | -------------- | --------- | -------- |
| 1.   | Lorik Cana     | 2011-2016 | 41       |
| 2.   | Altin Lala     | 2009-2011 | 22       |
| 3.   | Foto Strakosha | 2002-2005 | 16       |
| 4.   | Ervin Skela    | 2007-2008 | 13       |
| 5.   | Igli Tare      | 2008-2009 | 11       |
| 6.   | Ansi Agolli    | 2016-2017 | 10       |
| 7.   | Mërgim Mavraj  | 2018-     | 9        |
| 8.   | Elseid Hysaj   | 2019-     | 6        |

## Commissari tecnici
- Ljubiša Broćić (1946)
- Adem Karapici (1947)
- Ljubiša Broćić (1947)
- Adem Karapici (1947-1948)
- Sllave Llambi (1949)
- Ludovik Jakova (1949-1950)
- Myslim Alla (1952)
- Vadas Miklós (1953)
- Nikolaj Ljukšinov (1956-1957)[34]
- Loro Boriçi (1957-1963)
- Zyber Konçi (1963-1965)
- Loro Boriçi (1965-1972)
- Myslim Alla (1972-1973)
- Ilia Shuke (1973)
- Loro Boriçi (1976)
- Zyber Konçi (1980)
- Loro Boriçi (1981)
- Shyqyri Rreli (1982-1985)
- Agron Sulaj (1985-1987)
- Shyqyri Rreli (1988-1989)
- Bejkush Birçe (1990)
- Agron Sulaj (1990)
- Bejkush Birçe (1991-1992)
- Bejkush Birçe (1992-1994)
- Neptun Bajko (1994-1996)
- Astrit Hafizi (1997-1999)
- Medin Zhega (2000-2001)
- Sulejman Demollari (2001-2002)
- Giuseppe Dossena (2002)
- Hans-Peter Briegel (2003-2006)
- Otto Barić (2006-2007)
- Slavko Kovačić (2007) - Allenatore ad interim
- Arie Haan (2008-2009)
- Josip Kuže (2009-2011)
- Džemal Mustedanagić (2011) - Allenatore ad interim
- Gianni De Biasi (2011-2017)
- Christian Panucci (2017-2019)
- Ervin Bulku (2019) - Allenatore ad interim
- Edoardo Reja (2019-2022)
- Sylvinho (2023-)

## Statistiche allenatori
Aggiornate al 10 giugno 2025.
| Commissario tecnico | Periodo                 | Partite | Vittorie | Pareggi | Sconfitte |
| ------------------- | ----------------------- | ------- | -------- | ------- | --------- |
| Ljubiša Broćić      | ago.-ott. 1946          | 4       | 3        | 0       | 1         |
| Adem Karapici       | mag. 1947               | 1       | 0        | 0       | 1         |
| Ljubiša Broćić      | giu.-ago. 1947          | 2       | 0        | 0       | 2         |
| Adem Karapici       | set. 1947-giu. 1948     | 4       | 1        | 2       | 1         |
| Sllave Llambi       | ott.-nov. 1949          | 3       | 0        | 2       | 1         |
| Ludovik Jakova      | nov. 1949-ott. 1950     | 6       | 1        | 1       | 4         |
| Myslim Alla         | nov.-dic. 1952          | 2       | 2        | 0       | 0         |
| Vadas Miklós        | nov. 1953               | 1       | 1        | 0       | 0         |
| Nikolaj Ljukšinov   | ago. 1956-giu. 1957     | 0       | 0        | 0       | 0         |
| Loro Boriçi         | set. 1957-giu. 1963     | 5       | 0        | 1       | 4         |
| Zyber Konçi         | ott. 1963-mag. 1965     | 7       | 1        | 1       | 5         |
| Loro Boriçi         | nov. 1965-giu. 1972     | 14      | 1        | 3       | 10        |
| Myslim Alla         | ott. 1972-mag. 1973     | 3       | 0        | 0       | 3         |
| Ilia Shuke          | ott.-nov. 1973          | 3       | 1        | 1       | 1         |
| Loro Boriçi         | nov. 1976               | 2       | 2        | 0       | 0         |
| Zyber Konçi         | set.-dic. 1980          | 4       | 1        | 0       | 3         |
| Loro Boriçi         | apr.-nov. 1981          | 4       | 0        | 0       | 4         |
| Shyqyri Rreli       | set. 1982-mag. 1985     | 14      | 1        | 4       | 9         |
| Agron Sulaj         | ott. 1985-nov. 1987     | 7       | 0        | 1       | 6         |
| Shyqyri Rreli       | ago. 1988-nov. 1989     | 9       | 0        | 2       | 7         |
| Bejkush Birçe       | mag. 1990               | 1       | 0        | 0       | 1         |
| Agron Sulaj         | set.-dic. 1990          | 3       | 0        | 0       | 3         |
| Bejkush Birçe       | mar. 1991-gen. 1992     | 6       | 3        | 0       | 3         |
| Bejkush Birçe       | apr. 1992-mag. 1994     | 13      | 1        | 2       | 10        |
| Neptun Bajko        | set. 1994-dic. 1996     | 17      | 3        | 4       | 10        |
| Astrit Hafizi       | mar. 1997-ott. 1999     | 23      | 4        | 6       | 13        |
| Medin Zhega         | feb. 2000-giu. 2001     | 13      | 6        | 1       | 6         |
| Sulejman Demollari  | set. 2001-apr. 2002     | 9       | 1        | 3       | 5         |
| Giuseppe Dossena    | ott. 2002               | 2       | 0        | 1       | 1         |
| Hans-Peter Briegel  | feb. 2003-mar. 2006     | 31      | 11       | 4       | 16        |
| Otto Barić          | ago. 2006-ott. 2007     | 13      | 3        | 5       | 5         |
| Slavko Kovačić      | nov. 2007               | 2       | 0        | 0       | 2         |
| Arie Haan           | mag. 2008-apr. 2009     | 10      | 2        | 4       | 4         |
| Josip Kuže          | giu. 2009-ott. 2011     | 24      | 8        | 7       | 9         |
| Džemal Mustedanagić | (ott. 2010) - nov. 2011 | 4       | 0        | 2       | 2         |
| Gianni De Biasi     | dic. 2011-giu. 2017     | 52      | 20       | 11      | 21        |
| Christian Panucci   | lug. 2017-mar. 2019     | 15      | 4        | 2       | 9         |
| Ervin Bulku         | mar.-apr. 2019          | 1       | 1        | 0       | 0         |
| Edoardo Reja        | apr. 2019-nov. 2022     | 38      | 14       | 9       | 15        |
| Sylvinho            | mar. 2023-              | 26      | 10       | 7       | 9         |
|                     | Totale                  | 398     | 106      | 87      | 205       |